# Ken Duken
Ken Duken (Heidelberg, Baden-Württemberg; 17 de abril de 1979) es un actor y productor alemán.

## Biografía
Es hijo de la actriz alemana Christina Loeb, su padre es doctor y tiene dos hermanos: uno de ellos es la actriz Annalena Duken.
Habla con fluidez los idiomas: noruego, alemán, inglés, francés e italiano.
Es buen amigo del director y actor alemán Simon Verhoeven.
En octubre del 2000 se casó con la actriz alemana Marisa Leonie Bach, la pareja le dio la bienvenida a su primer hijo Viggo Duken en octubre del 2009.

## Carrera
Es cofundador de la compañía de producción de cine "GrandHôtelPictures".
En el 2000 interpretó a Mark, un joven en silla de ruedas en la película Gran Paradiso.
En el 2002 apareció como invitado en la serie Polizeiruf 110 donde interpretó a Arndt Weinert durante el episodio "Braut in Schwarz", más tarde apareció de nuevo en la serie en el 2014 ahora dando vida a Joachim von Cadenbach en el episodio "Smoke on the Water".
En el 2003 apareció en la película Imperium: Augustus donde interpretó al general romano Marcus Vipsanius Agrippa.
En el 2005 se unió al elenco de la película Karol, un uomo diventato Papa donde interpretó al espía comunista Adam Zielinski, un joven que se hace pasar por un alumno de Karol Wojtyła (Piotr Adamczyk), pero que en realidad es enviado por el partido para espiar los movimientos de Wojtyła e informárselos al dirigente comunista Julian Kordek (Hristo Shopov).
En el 2006 dio vida al pirata alemán Klaus Störtebeker en la película Störtebeker.
En el 2007 se unió al elenco de la miniserie War and Peace donde dio vida al soldado Anatole Kuragin, el hermano de la princesa Helene Kuragina (Violante Placido).
En el 2008 se unió al elenco de la película Max Manus: Man of War donde interpretó al oficial de la gestapo alemana Siegfried Fehmer.
Ese mismo año interpretó al príncipe Richard von Begonien en la película König Drosselbart.
En el 2009 interpretó a un soldado alemán en la popular exitosa Inglourious Basterds.
En el 2010 interpretó al Hauptsturmführer Theodor Dannecker en la película Sotto il cielo di Roma.
En el 2011 interpretó Niklas, un ejecutivo de negocios alemán que termina enamorado de Leticia, una cantante y compositora de Brooklyn en la película My Last Day Without You.
Se unió al elenco de la película alemana Carl & Bertha donde dio vida al ingeniero alemán Carl Benz (la película se centró en la vida de Karl Friedrich Benz y su esposa Bertha Benz).
Ese mismo año se unió al elenco de la miniserie The Sinking of the Laconia donde interpretó al teniente Werner Hartenstei, capitán del submarino U-156. En la miniserie compartió créditos con los actores Thomas Kretschmann, Brian Cox, Franka Potente, Lindsay Duncan y Andrew Buchan.
En el 2012 se unió al elenco principal de la serie de comedia alemana Add a Friend donde dio vida a Felix, un joven que después de tener un accidente automovilístico el cual lo deja en cama con una fractura de pierna, tiene como única ventana al mundo exterior su computadora portátil con la que se mantiene en contacto con su mejor amigo, sus padres, una misteriosa joven y con su antiguo enamoramiento de la secundaria.
Ese mismo año apareció en la película Zwei Leben donde interpretó al abogado Sven Solbach.
En el 2014 interpretó al vikingo Thorald en la película Northmen: A Viking Saga, donde compartió créditos con los actores Tom Hopper y Ryan Kwanten.

## Filmografía

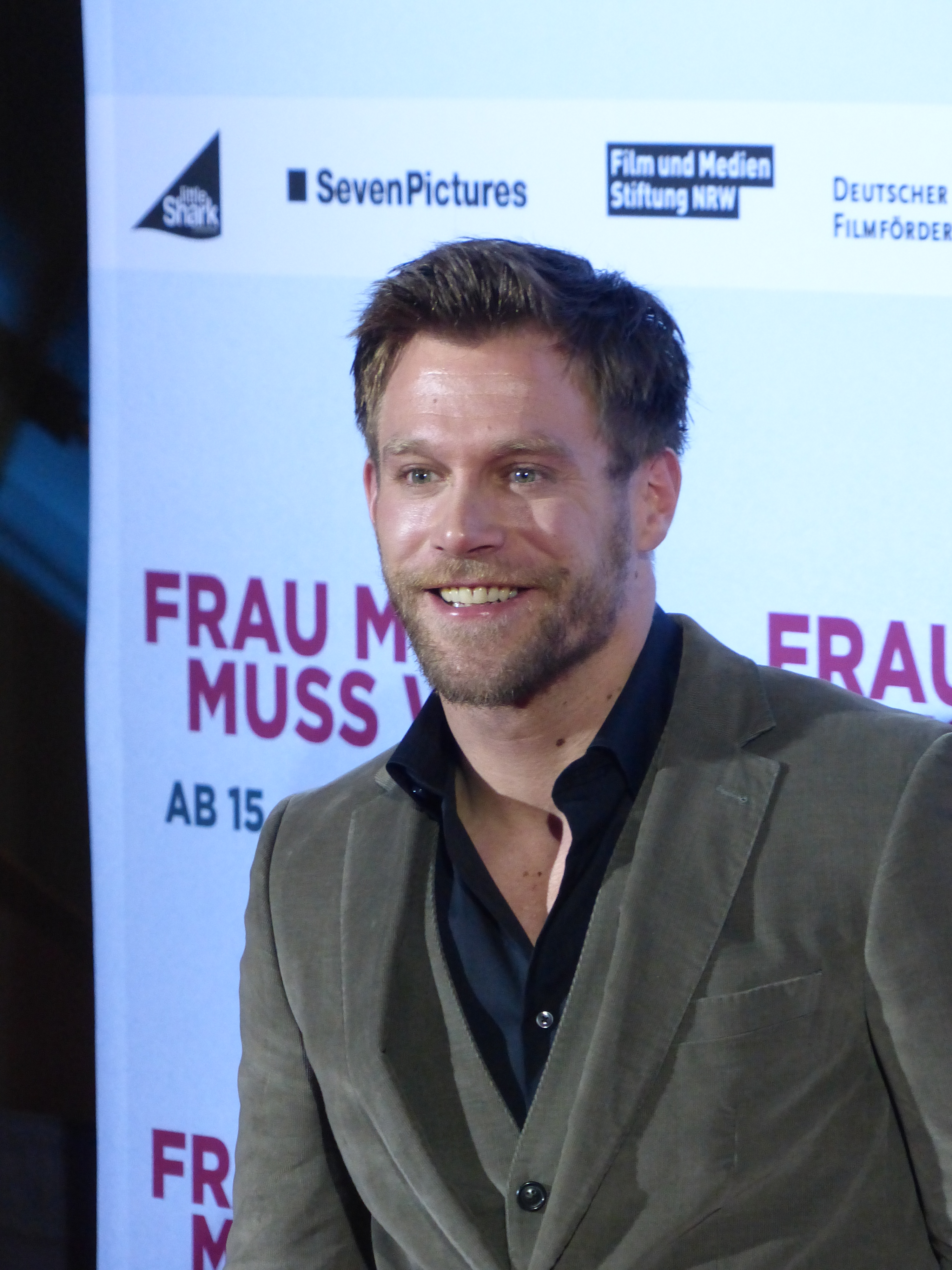
Ken durante el estreno de la película "Frau Müller muss weg" en el 2015.

### Series de televisión
| Año               | Título                       | Personaje                | Notas                                           |
| ----------------- | ---------------------------- | ------------------------ | ----------------------------------------------- |
| 2016 - presente   | Tempel                       | Mark Tempel              | 6 episodios                                     |
| 2016              | Tatort                       | David Bogmann            | episodio "HAL"                                  |
| 2014              | Polizeiruf 110               | Joachim von Cadenbach    | episodio "Smoke on the Water"                   |
| 2014              | Romeo and Juliet             | Mercutio                 | 2 episodios                                     |
| 2012 - 2013       | Add a Friend                 | Felix                    | 20 episodios                                    |
| 2013              | Air Force One is Down        | Milosz Petrovic          | 2 episodios                                     |
| 2013              | Das Adlon. Eine Familiensaga | Julian Zimmermann        | 2 episodios - miniserie                         |
| 2011              | Tatort                       | Christian Marschall      | episodio "Der Weg ins Paradies"                 |
| 2011              | The Sinking of the Laconia   | Werner Hartenstein       | 2 episodios - miniserie                         |
| 2010              | Der Kriminalist              | Pastor Johannsen         | episodio "Schuld und Sühne"                     |
| 2008              | Il commissario De Luca       | Gabriele D'Annunzio      | episodio "Indagine non autorizzata" - miniserie |
| 2003 - 2006, 2008 | Nachtschicht                 | Teddy Schrader           | 5 episodios                                     |
| 2007              | War and Peace                | Anatole Kuragin          | 4 episodios - miniserie                         |
| 2002              | Rosa Roth                    | Eric                     | episodio "Geschlossene Gesellschaft"            |
| 2002              | Night Shift                  | Comisario Teddy Schrader | -                                               |
| 1999              | Der Bulle von Tölz           | -                        | episodio "Tod eines Priester"                   |

### Películas
| Año  | Título                        | Personaje                | Notas                                                                                                  |
| ---- | ----------------------------- | ------------------------ | --- |
| 2017 | Berlin Falling                | Frank                    | junto a Tom Wlaschiha, Marisa Leonie Bach, Kida Khodr Ramadan, Tim Wilde y Ricardo Ewert               |
| 2016 | Løvekvinnen                   | Andrej                   | junto a Connie Nielsen, Rolf Lassgård, Lisa Loven Kongsli, Burghart Klaußner y Nils Jørgen Kaalstad    |
| 2016 | Connie & Co.                  | Jürgen                   | junto a Til Schweiger, Heino Ferch, Iris Berben, Emma Schweiger, Oskar Keymer y Anneke Kim Sarnau      |
| 2016 | Die Turnschuh-Giganten        | Adi Dassler              | junto a Torben Liebrecht, Florian Bartholomäi, David C. Bunners y Alexander Cudreasov                  |
| 2015 | Treppe Aufwärts               | Beyer                    | junto a Marisa Leonie Bach, Leo Heim, Fabian Stumm, Antonio Wannek y Christian Wolff                   |
| 2015 | Arletty, une passion coupable | Hans Jürgen Soehring     | junto a Laetitia Casta (Arletty), Marie-Josée Croze, Joséphine Drai, Marc Citti y Natalia Dontcheva    |
| 2015 | Max e Hélène                  | Thomas Koeller           | junto a Carolina Crescentini, Marisa Leonie Bach, Alessandro Averone y Ennio Fantastichini             |
| 2015 | Frau Müller muss weg!         | Patrick Jeskow           | junto a Anke Engelke, Mina Tander, Alwara Höfels y Rainer Galke                                        |
| 2014 | Northmen: A Viking Saga       | Thorald                  | junto a Ryan Kwanten, Ed Skrein, Charlie Murphy, Tom Hopper, James Norton, Leo Gregory y Nic Rasenti   |
| 2014 | Dr. Gressmann zeigt Gefühle   | Dr. Philipp Gressmann    | junto a Alwara Höfels, Thomas Arnold, Peter Becker, Isaak Dentler y Edin Hasanovic                     |
| 2014 | Coming In                     | Robert                   | junto a Kostja Ullmann, Aylin Tezel, Katja Riemann y Frederick Lau                                     |
| 2014 | Der letzte Kronzeuge          | Berger                   | junto a Lisa Potthoff, Aaron Kissiov, Herbert Knaup, Waldemar Kobus y Florian Lukas                    |
| 2014 | Frei                          | Teniente Coronel Voss    | junto a Ricardo Angelini, Julie Engelbrecht, Heike Hanold-Lynch y Stefan Mehren                        |
| 2013 | Robin Hood                    | Alexander Scholl         | junto a Dagny Dewath, Matthias Koeberlin, Stipe Erceg, Vinzenz Kiefer, Andreas Hofer y Mathis Landwehr |
| 2012 | Zwei Leben                    | Sven Solbach             | junto a Juliane Köhler, Liv Ullmann, Rainer Bock, Vicky Krieps, Dennis Storhøi y Ursula Werner         |
| 2012 | Der Männer der Emden          | Lt zS Karl Overbeck      | junto a Sebastian Blomberg, Felicitas Woll, Jan Hendrik Stahlberg y Oliver Korittke                    |
| 2011 | One Last Game                 | Gellert                  | junto a Regina Lund, Dan van Husen, Wilfried Hochholdinger, Kirk Kirchberger y Anna Fin                |
| 2011 | Das Wunder von Kärnten        | Markus Höchstmann        | junto a Gerhard Liebmann, Bernhard Schir, Johannes Zeiler y Julia Koschitz                             |
| 2011 | Die Beobachtung               | Hombre bajo observación  | junto a Marisa Leonie Bach, Volker Michalowski, Matthias Bernhard Paul, Hartmut Volle y Andrea Wolf    |
| 2011 | My Last Day Without You       | Niklas                   | junto a Nicole Beharie, Reg E. Cathey, Robert Clohessy, Lawrence Saint-Victor y Francis Benhamou       |
| 2011 | Carl & Bertha                 | Carl Benz                | junto a Felicitas Woll, Hansjürgen Hürrig, Michou Friesz, Alexander Beyer y Johann von Bülow           |
| 2011 | Chalet Girl                   | Mikki                    | junto a Felicity Jones, Ed Westwick, Bill Nighy, Sophia Bush y Brooke Shields                          |
| 2010 | Sotto il cielo di Roma        | Theodor Dannecker        | junto a James Cromwell, Nathalie Rapti Gómez, lena Arvigo, Daniel Baldock y Vincent Riotta             |
| 2009 | Zweiohrküken                  | Ralf                     | junto a Til Schweiger, Nora Tschirner, Matthias Schweighöfer, Emma Schweiger y Sönke Möhring           |
| 2009 | Inglourious Basterds          | Soldado Alemán/Mata Hari | junto a Brad Pitt, Diane Kruger, Michael Fassbender y Til Schweiger                                    |
| 2009 | Fire!                         | Ian                      | junto a Gary Dourdan, Cosma Shiva Hagen, Jorres Risse, Florentine Lahme y Thure Riefenstein            |
| 2008 | Max Manus: Man of War         | Siegfried Fehmer         | junto a Aksel Hennie, Agnes Kittelsen, Christian Rubeck, Pål Sverre Hagen y Jakob Oftebro              |
| 2008 | König Drosselbart             | Richard von Begonien     | junto a Jasmin Schwiers, Felicitas Woll, Hubert Mulzer y Arthur Brauss                                 |
| 2007 | Ali Baba et les 40 voleurs    | Séraphin                 | junto a Gérard Jugnot, Leïla Bekhti, Saïda Jawad, Michèle Bernier y Marc Ruchmann                      |
| 2006 | Störtebeker                   | Klaus Störtebeker        | junto a Claire Keim, Gottfried John, Miguel Herz-Kestranek, Stephan Luca, Frank Giering y Rolf Kanies  |
| 2005 | Karol, un uomo diventato Papa | Adam Zielinski           | junto a Piotr Adamczyk, Małgorzata Bela, Raoul Bova, Matt Craven y Ennio Fantastichini                 |
| 2005 | Eine andere Liga              | Toni Kron                | junto a Karoline Herfurth, Thierry van Werveke, Zarah Jane McKenzie y Verena Wolfien                   |
| 2004 | Tödlicher Umweg               | Adrian                   | junto a Eva Haßmann, Sebastian Koch, Michou Friesz y August Schmölzer                                  |
| 2003 | From Another Point of View    | Ed                       | corto - junto a Dominique Pinon, Marisa Leonie Bach y Annalena Duken                                   |
| 2003 | Imperium: Augustus            | Marcus Vipsanius Agrippa | junto a Peter O'Toole, Charlotte Rampling, Vittoria Belvedere, Benjamin Sadler y Juan Diego Botto      |
| 2002 | Kiss and Run                  | Max                      | junto a Christina Loeb, Hinnerk Schönemann, Karoline Schuch, Konstantin Seidenstücker y Oliver Wnuk    |
| 2000 | Gran Paradiso                 | Mark                     | junto a Regula Grauwiller, Gregor Törzs, Max Herbrechter, Frank Giering y Erhan Emre                   |
| 1999 | Schlaraffenland               | Laser                    | junto a Franka Potente, Daniel Brühl, Tom Schilling y Heiner Lauterbach                                |
| 1998 | Blutiger Ernst                | -                        | junto a Nadja Uhl, Julian Manuel, Daniel Brühl, Michael Greiling y Joachim Kemmer                      |

### Teatro
| Año | Obra                      | Personaje |
| --- | ------------------------- | --------- |
| -   | Der Besuch der alten Dame | -         |
| -   | Das Haus in Montevideo    | -         |

### Director, productor y escritor
| Año  | Título                     | Notas                                  |
| ---- | -------------------------- | -------------------------------------- |
| 2014 | True Love Ways             | productor asociado                     |
| 2011 | One Last Game              | productor ejecutivo                    |
| 2009 | Distanz                    | productor                              |
| 2007 | Eichmann                   | productor ejecutivo                    |
| 2003 | From Another Point of View | corto - director, escritor y productor |

## Premios y nominaciones
| Año  | Categoría                                                                           | Premio                    | Películas/Series           | Resultado |
| ---- | ----------------------------------------------------------------------------------- | ------------------------- | -------------------------- | --------- |
| 2012 | Favorite Actor                                                                      | Romy Award                | Das Wunder von Kärnten     | Nominado  |
| 2011 | Mini-Series - Best Performance by an Actor                                          | Golden Nymph Award        | The Sinking of the Laconia | Nominado  |
| 2009 | Best Actor in a Movie Made for Television                                           | Bavarian TV Award         | Willkommen zuhause         | Ganó      |
| 2008 | Fiction (junto a Karoline Herfurth, Thierry van Werveke, Jan Berger y Buket Alakus) | Adolf Grimme Award        | Eine andere Liga           | Ganaron   |
| 2006 | Best Young Actor - Film                                                             | Undine Award              | Eine andere Liga           | Nominado  |
| 2005 | Fiction/Entertainment (junto a Maggie Peren y Annette Ernst)                        | Adolf Grimme Award        | Kiss and Run               | Ganaron   |
| 2005 | Best Short Film (junto a Bernd Katzmarczyk)                                         | Max Ophüls Festival Award | From Another Point of View | Nominados |
| 2005 | Best Actor                                                                          | Jury Prize Award          | Eine andere Liga           | Ganó      |
| 2004 | Best Young Character Actor                                                          | Undine Award              | Tödlicher Umweg            | Nominado  |
| 2000 | Acting                                                                              | New Faces Award           | Schlaraffenland            | Nominado  |